# Neoneuromus ignobilis
Neoneuromus ignobilis är en insektsart som beskrevs av Navás 1932. Neoneuromus ignobilis ingår i släktet Neoneuromus och familjen Corydalidae. Inga underarter finns listade i Catalogue of Life.